# Anthaxia tanzanica
Anthaxia tanzanica es una especie de escarabajo del género Anthaxia, familia Buprestidae. Fue descrita científicamente por Bílý & Kubán en 2010.

## Distribución
Habita en el Neártico, Neotrópico, región indomalaya, Paleártico y región afrotropical.